# СиДжен
СиДжен (англ. SeaGen) — приливная электростанция в Великобритании. Состоит из одного гидроагрегата, который является первым крупномасштабным коммерческим приливным генератором в мире, подключённым к общей энергосистеме. Был крупнейшим в мире на 2008 год. Обеспечивает электроэнергией 1500 домашних хозяйств.
Генератор установлен в проливе, соединяющем залив Странгфорд-Лох с Ирландским морем, между Портаферри и Странгфордом в графстве Даун Северной Ирландии. Станция расположена преимущественно под водой и её турбины крутятся медленно, поэтому она не представляет угрозы для дикой природы. 

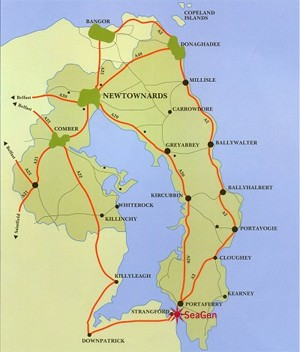
Дважды в сутки 400 миллионов галлонов воды поступает в залив Странгфорд-Лох и вытекает обратно в Ирландское море

Устройство представляет собой полупогружённую плавающую приливную турбину, пришвартованную к морскому дну посредством поворотного буя, что позволяет станции поворачиваться на 180°. Генератор СиДжен весит 300 тонн.

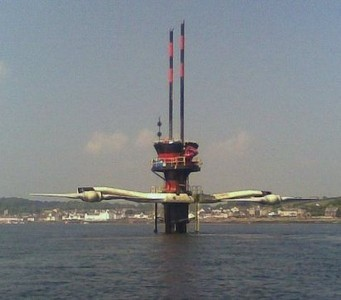
В СиДжен роторы могут быть подняты над поверхностью воды для техобслуживания

В октябре 2012 года компания Siemens подвела предварительные итоги работы СиДжен. При установленной мощности в 1,2 МВт станция вырабатывала 22,53 МВт·ч в день, выдавая в среднем 1 ГВт·ч за 68 дней, что эквивалентно годовой выработке в 5368 МВт·ч.